# Medgidia
Medgidia (Ausspracheⓘ; türkisch ursprünglich Karasu, später Mecidiye) ist eine Stadt in Rumänien und liegt im Kreis Constanța in der Region Dobrudscha (Dobrogea).

## Geschichte
Medgidia wurde nach dem osmanischen Sultan Abdülmecid I. benannt, der die Stadt im Jahr 1856 gründete. Seitdem ist Medgidia ein Zentrum des Islam in Rumänien.
Die Stadt präsentiert sich in ihrem Selbstverständnis als weltoffene und verkehrsgünstig gelegene Industriestadt, die sich seit 1950 weiterentwickelt hat. In einer Selbstbeschreibung heißt es, „Rumänen, Türken, Tataren, Makedonier, Griechen und Armenier seien für ihr harmonisches Miteinander berühmt“. Das älteste erhaltene Bauwerk der Stadt ist die Abdul-Medgid-Moschee, eine von insgesamt zwei islamischen Sakralbauten in der Stadt.
Es gibt auch eine weiterführende türkische Schule, die von der Türkei mitfinanziert wird und den Schülern neben dem Rumänischen auch die türkische Sprache nahebringt. Sie wird von türkischen und tatarischen Schülern besucht. In der Schule wird Türkeitürkisch unterrichtet. Ein Internat ist ebenfalls vorhanden. Als dritte Sprache wird Englisch unterrichtet.
Die türkische Volksgruppe in Medgidia besteht aus zwei Gruppen. Ethnische Türken machen etwa 30–40 % aus, während türkischsprachige muslimische Xoraxane-Roma, die sich selbst als Türken bezeichnen und sich nicht den Roma Zugehörig erklären, die Mehrheit der türkischen ethnischen Gruppe darstellen.

## Wirtschaft
In Medgidia gibt es eine große Maschinenfabrik. Die Stadt hat außerdem einen Umschlagshafen, der am rechten Ufer des Donau-Schwarzmeer-Kanals liegt, der den Weg von der Donau zum Schwarzen Meer um etwa 240 Kilometer abkürzt. Die Kapazität der Anlagen beläuft sich auf jährlich 11,5 Millionen Tonnen. Weitere wichtige Wirtschaftszweige sind die Landwirtschaft und der Weinanbau.

## Bauwerke
- Klinkersilo der Lafarge-Werke Medgidia